# NGC 499

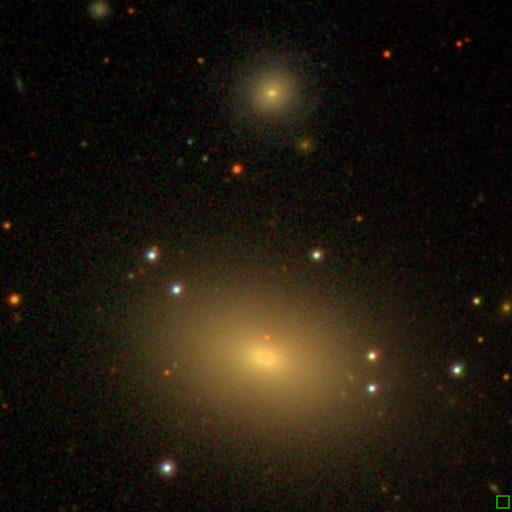

NGC 499 (hay còn có tên gọi khác là PGC 5060, IC 1686, UGC 926, GC 289, MCG 5-4-38, 2MASS J01231145+3327362, H 3.158, h 106, CGCG 502-059) là một thiên hà hình hạt đậu nằm trong chòm sao Song Ngư. Khoảng cách của chúng với hệ mặt trời của chúng ta xấp xỉ khoảng 197 triệu năm ánh sáng. Vào ngày 12 tháng 9 năm 1784, nhà thiên văn học người Anh gốc Đức tên là William Herschel phát hiện.

## Lịch sử quan sát
Thiên hà này được phát hiện cùng một lúc với hai thiên hà khác có tên là NGC 495 và NGC 496. Ban đầu, William Herchel mô tả sự phát hiện rằng "cụm ba thiên hà này tạo thành một hình tam giác" (tiếng Anh:"Three [NGC 499 along with NGC 495 and 496], eS and F, forming a triangle.").
Vào đêm tiếp theo, ông tiếp tục quan sát bộ 3 thiên hà này và thêm nhiều chi tiết hơn nữa:"Góc bên phải là NGC 499, phía trước nó là NGC 496 và về phía Bắc là NGC 496. Hai thiên hà NGC 495 và NGC 496 thì vô cùng mờ nhạt và khó có thể hình dung được, còn NGC 499 thì tuy to hơn, sáng hơn nhưng vẫn khó có thể thấy rõ.
Con trai của ông là John Herchel sau đó cũng quan sát thiên hà này và vào năm 1899 thì Stéphane Javelle đã kết luận rằng nó không phải là một thiên hà nào khác.

## Dữ liệu hiện tại
Theo như quan sát, đây là thiên hà thuộc chòm sao Song Ngư. Và dưới đây là một số dữ liệu khác:
Xích kinh 01h 23m 11.5s
Độ nghiêng +33° 27′ 28″
Redshift +0.014691 ± 0.000117
Vận tốc xuyên tâm (Tốc độ xuyên tâm) (4372 ± 35.2) km/s
Khoảng cách 197 triệu năm ánh sáng
Độ lớn biểu kiến (V) 12.2
Loại thiên hà E-S0
Kích thước biểu kiến 1.7' × 1.3'